# دومینیک روهکر
دومینیک روهکر (انگلیسی: Dominik Rohracker؛ زادهٔ ۹ ژانویهٔ ۱۹۸۹) بازیکن فوتبال اهل آلمان است.
از باشگاه‌هایی که در آن بازی کرده‌است می‌توان به باشگاه فوتبال بایرن مونیخ ۲، باشگاه فوتبال زاربروکن، و باشگاه فوتبال اس‌وی زاندهاوزن اشاره کرد.